# Syväjärvi (Övertorneå socken, Norrbotten, 739775-184441)
Syväjärvi är en sjö i Övertorneå kommun i Norrbotten och ingår i Torneälvens huvudavrinningsområde. Sjön har en area på 0,271 kvadratkilometer och ligger 56,3 meter över havet.

## Delavrinningsområde
Syväjärvi ingår i det delavrinningsområde (739734-184765) som SMHI kallar för Utloppet av Soukolojärvi. Medelhöjden är 82 meter över havet och ytan är 25,68 kvadratkilometer. Räknas de 40 avrinningsområdena uppströms in blir den ackumulerade arean 379,92 kvadratkilometer. Soukolojoki (Ylinenjoki) som avvattnar avrinningsområdet har biflödesordning 2, vilket innebär att vattnet flödar genom totalt 2 vattendrag innan det når havet efter 90 kilometer. Avrinningsområdet består mestadels av skog (58 procent). Avrinningsområdet har 2,81 kvadratkilometer vattenytor vilket ger det en sjöprocent på 10,9 procent.